# França
Françoaldo Sena de Souza dit França, né le 2 mars 1976 à Codó, est un footballeur international brésilien qui évoluait au poste d'avant-centre
Il possède 8 sélections (1 but) en équipe du Brésil. Sa première sélection remonte au 23 mai 2000 lors d'un match face au Pays de Galles, sa dernière au 17 avril 2002 lors d'un match face au Portugal.

## Palmarès
- Vainqueur de la Coupe de la Conmebol : 1996
- Champion de l'État de São Paulo : 1998 et 2000
- Vainqueur du Tournoi Constantino Cury (São Paulo) : 2000
- Vainqueur du Tournoi Rio - São Paulo : 2001
- Meilleur buteur du championnat de São Paulo : 1998 et 2000
- Meilleur buteur du Tournoi Rio-São Paulo : 2001 et 2002